# 阿見町立阿見小学校
阿見町立阿見小学校（あみちょうりつ あみしょうがっこう）は、茨城県稲敷郡阿見町中央2丁目にある公立小学校である。

## 概要
1910年に設置された。茨城県吹奏楽コンクールで数々の賞を受賞している。
当校の校庭の中央に創立の翌年に植えられたイチョウの木がある。

## 沿革

### 経緯
若栗小学校が1873年に、阿見小学校が1876年に設立された。1910年、両校が合併し阿見尋常小学校として設立された。その後、1941年に阿見国民学校に改称した。第二次世界大戦降伏後の学制改革によって、阿見町立阿見小学校となった。

### 年表
- 1873年 - 若栗小学校の基となる仮校舎ができる
- 1876年 - 青宿村に阿見小学校ができる
- 1910年 - 阿見小学校と若栗小学校が統合し、阿見尋常小学校になる
- 1941年 - 国民学校令により阿見国民学校に改称される
- 1947年 - 学制改革により阿見国民学校が阿見町立阿見小学校となる
- 1960年 - ソニー賞で最優秀校になる
- 1969年 - 自転車の安全な乗り方コンテスト全国大会優勝。安全教育で文部大臣賞受賞。
- 1970年 - 茨城県モデルPTAとして表彰される
- 1977年 - 文部省指定「教育課程」研究発表会を行う。阿見町立阿見第一小学校を分離する
- 1979年 - 学生顕微鏡観察コンクール最優秀賞を受賞する
- 1981年 - 理科研究作品展県南地区審査で学校優秀賞を受賞する
- 1982年 - TBSこども音楽コンクールで優秀賞を受賞する
- 1984年4月 - 阿見町立阿見第二小学校を分離する
- 1987年 - 学校花壇コンクールで茨城新聞社長賞を受賞する
- 1988年 - ミニバスケットボール全国大会に出場。学校花壇コンクールで茨城県知事賞を受賞。
- 1989年 - 花とほうきの環境美化コンクールでモデル校の指定を受ける
- 1990年 - NHK全国学校音楽コンクールで優良賞を受賞する
- 1992年 - 茨城県吹奏楽コンクールで銀賞を受賞する
- 1995年 - ソニー賞で優良校になる
- 1999年 - 茨城県吹奏楽コンクールで金賞を受賞する
- 2002年 - 茨城県吹奏楽コンクールで金賞を受賞し、東関東大会に出場
- 2003年 - 茨城県吹奏楽コンクールで金賞を受賞し、東関東大会で優秀賞を受賞する。TBSこども音楽コンクールで最優秀賞を受賞し、東日本優秀校発表会に出場する。
- 2006年 - 第7回ジュニア発明展学校賞審査委員長特別賞を受賞する
- 2007年 - 阿見町教育委員会主催教育論文優秀賞を受賞する
- 2008年 - 第9回ジュニア発明展学校賞審査委員長特別賞を受賞する
- 2009年 - 阿見町教育委員会主催教育論文優秀賞を受賞する
- 2010年 - 花と緑の環境美化コンクールにおいて茨城県議会議長賞を受賞する
- 2011年 - 阿見町教育委員会主催教育論文優秀賞を受賞する
- 2018年4月 - 阿見町立吉原小学校を統合する

## 学校行事
- 4月 - 新任式、始業式、入学式、家庭訪問、授業訪問・PTA総会
- 5月 - 町陸上記録会、1～4年生遠足
- 6月 - プール学習開始
- 7月 - 創立記念日、ミニコンサート集会、終業式
- 8月 - 奉仕作業・バザー
- 9月 - 始業式、運動会
- 12月 - 終業式
- 1月 - 始業式
- 3月 - 6年生を送る会、卒業式、修了式、離任式

## 通学区域
- 阿見町[3][4]
  - 阿見（中郷西、三区上、三区下）、中央（中央東、中央西、中央南、中央北、富士団地）、若栗（北、宿、西方）、吉原（大砂、上吉原、中吉原、下吉原、新山）、鈴木、福田

## 進学先中学校
- 阿見町立阿見中学校

## 校区内の主な施設
- 阿見町立阿見中学校
- 茨城大学農学部
- 阿見町役場

## 交通
- JR東日本常磐線荒川沖駅より5.7km

## 関係者

### 教職員
- 高田和信（学校長[要出典]）

### 出身者
- 千葉繁 - 第8代阿見町長、第25代阿見町議会副議長[5]